# 그 여자의 일생
"그 여자의 일생"은 1957년 공개된 대한민국의 영화이다.

## 배역
- 윤인자 : 금봉 역
- 최무룡 : 임학재 역
- 주증녀 : 을남 역
- 문정숙
- 주선태 : 김 사장 역
- 임운학
- 나소운
- 석금성
- 연영
- 조항
- 추석양
- 김정순
- 민진희
- 정득순
- 정애란